# Janovy pašije
Janovy pašije (německy Johannes-Passion, latinsky Passio Secundum Johannem, BWV 245) je oratorium Johanna Sebastiana Bacha na téma umučení Ježíše Krista podle Janova evangelia. Vedle Matoušových pašijí je to jediné v úplnosti dochované Bachovo zhudebnění pašijí. Premiéra Janových pašijí se konala na Velký pátek 7. dubna 1724 v kostele sv. Mikuláše v Lipsku.

## Obsah
Část první
- 1. Coro: Herr, unser Herrscher, dessen Ruhm in allen Landen herrlich ist!
- 2a. Evangelist, Jesus: Jesus ging mit seinen Jüngern über den Bach Kidron
- 2b. Coro: Jesum von Nazareth
- 2c. Evangelist, Jesus: Jesus spricht zu ihnen
- 2d. Coro: Jesum von Nazareth
- 2e. Evangelist, Jesus: Jesus antwortete: Ich hab's euch gesagt, daß ich's sei
- 3. Chorale: O große Lieb, o Lieb ohn alle Maße
- 4a. Evangelist, Jesus: Auf daß das Wort erfüllet würde
- 5. Chorale: Dein Will gescheh, Herr Gott, zugleich
- 6. Evangelist: Die Schar aber und der Oberhauptmann
- 7. Aria (alto, oboes): Von den Stricken meiner Sünden
- 8. Evangelist: Simon Petrus aber folgete Jesu nach
- 9. Aria (soprano, flutes): Ich folge dir gleichfalls mit freudigen Schritten
- 10. Evangelist, Maid, Peter, Jesus, Servant: Derselbige Jünger war dem Hohenpriester bekannt
- 11. Chorale: Wer hat dich so geschlagen
- 12a. Evangelist: Und Hannas sandte ihn gebunden zu dem Hohenpriester Kaiphas
- 12b. Coro: Bist du nicht seiner Jünger einer?
- 12c. Evangelist, Peter, Servant: Er leugnete aber
- 13. Aria (tenor): Ach, mein Sinn
- 14. Chorale: Petrus, der nicht denkt zurück

Část druhá
- 15. Chorale: Christus, der uns selig macht
- 16a. Evangelist, Pilate: Da führeten sie Jesum von Kaiphas vor das Richthaus
- 16b. Coro: Wäre dieser nicht ein Übeltäter, wir hätten dir ihn nicht überantwortet.
- 16c. Evangelist, Pilate: Da sprach Pilatus zu ihnen
- 16d. Coro: Wir dürfen niemand töten.
- 16e. Evangelist, Pilate, Jesus: Auf daß erfüllet würde das Wort Jesu
- 17. Chorale: Ach großer König, groß zu allen Zeiten
- 18a. Evangelist, Pilate, Jesus: Da sprach Pilatus zu ihm
- 18b. Coro: Nicht diesen, sondern Barrabam!
- 18c. Evangelist, Pilate, Jesus: Barrabas aber war ein Mörder.
- 19. Arioso (bass, viole d'amore, lute): Betrachte, meine Seel, mit ängstlichem Vergnügen
- 20. Aria (tenor, viole d'amore): Erwäge, wie sein blutgefärbter Rücken
- 21a. Evangelist: Und die Kriegsknechte flochten eine Krone von Dornen
- 21b. Coro: Sei gegrüßet, lieber Jüdenkönig!
- 21c. Evangelist, Pilate: Und gaben ihm Backenstreiche.
- 21d. Coro: Kreuzige, kreuzige!
- 21e. Evangelist, Pilate: Pilatus sprach zu ihnen
- 21f. Coro: Wir haben ein Gesetz, und nach dem Gesetz soll er sterben
- 21 g. Evangelist, Pilate, Jesus: Da Pilatus das Wort hörete, fürchtet' er sich noch mehr
- 22. Chorale: Durch dein Gefängnis, Gottes Sohn muß uns die Freiheit kommen
- 23a. Evangelist: Die Jüden aber schrieen
- 23b. Coro: Lässest du diesen los, so bist du des Kaisers Freund nicht
- 23c. Evangelist, Pilate: Da Pilatus da Wort hörete, führete er Jesum heraus
- 23d. Coro: Weg, weg mit dem, kreuzige ihn!
- 23e. Evangelist, Pilate: Spricht Pilatus zu ihnen
- 23f. Coro: Wir haben keinen König denn den Kaiser.
- 23 g. Evangelist: Da überantwortete er ihn daß er gekreuziget würde.
- 24. Aria (bass) e coro: Eilt, ihr angefochtnen Seelen
- 25a. Evangelist: Allda kreuzigten sie ihn
- 25b. Coro: Schreibe nicht: der Jüden König
- 25c. Evangelist, Pilate: Pilatus antwortet
- 26. Chorale: In meines Herzens Grunde
- 27a. Evangelist: Die Kriegsknechte aber, da sie Jesum gekreuziget hatten, nahmen seine Kleider
- 27b. Coro: Lasset uns den nicht zerteilen, sondern darum losen, wes er sein soll.
- 27c. Evangelist, Jesus: Auf daß erfüllet würde die Schrift
- 28. Chorale: Er nahm alles wohl in acht
- 29. Evangelist, Jesus: Und von Stund an nahm sie der Jünger zu sich.
- 30. Aria (alto, viola da gamba): Es ist vollbracht!
- 31. Evangelist: Und neiget das Haupt und verschied.
- 32. Aria (bass) e coro: Mein teurer Heiland, laß dich fragen
- 33. Evangelist: Und siehe da, der Vorhang im Tempel zeriß in zwei Stück
- 34. Arioso (tenor, flutes, oboes): Mein Herz, in dem die ganze Welt bei Jesu Leiden gleichfalls leidet
- 35. Aria (soprano, flute, oboe da caccia): Zerfließe, mein Herze, in Fluten der Zähren
- 36. Evangelist: Die Jüden aber, dieweil es der Rüsttag war
- 37. Chorale: O hilf, Christe, Gottes Sohn
- 38. Evangelist: Darnach bat Pilatum Joseph von Arimathia
- 39. Coro: Ruht wohl, ihr heiligen Gebeine
- 40. Chorale: Ach Herr, lass dein lieb Engelein